# Funeralhelm

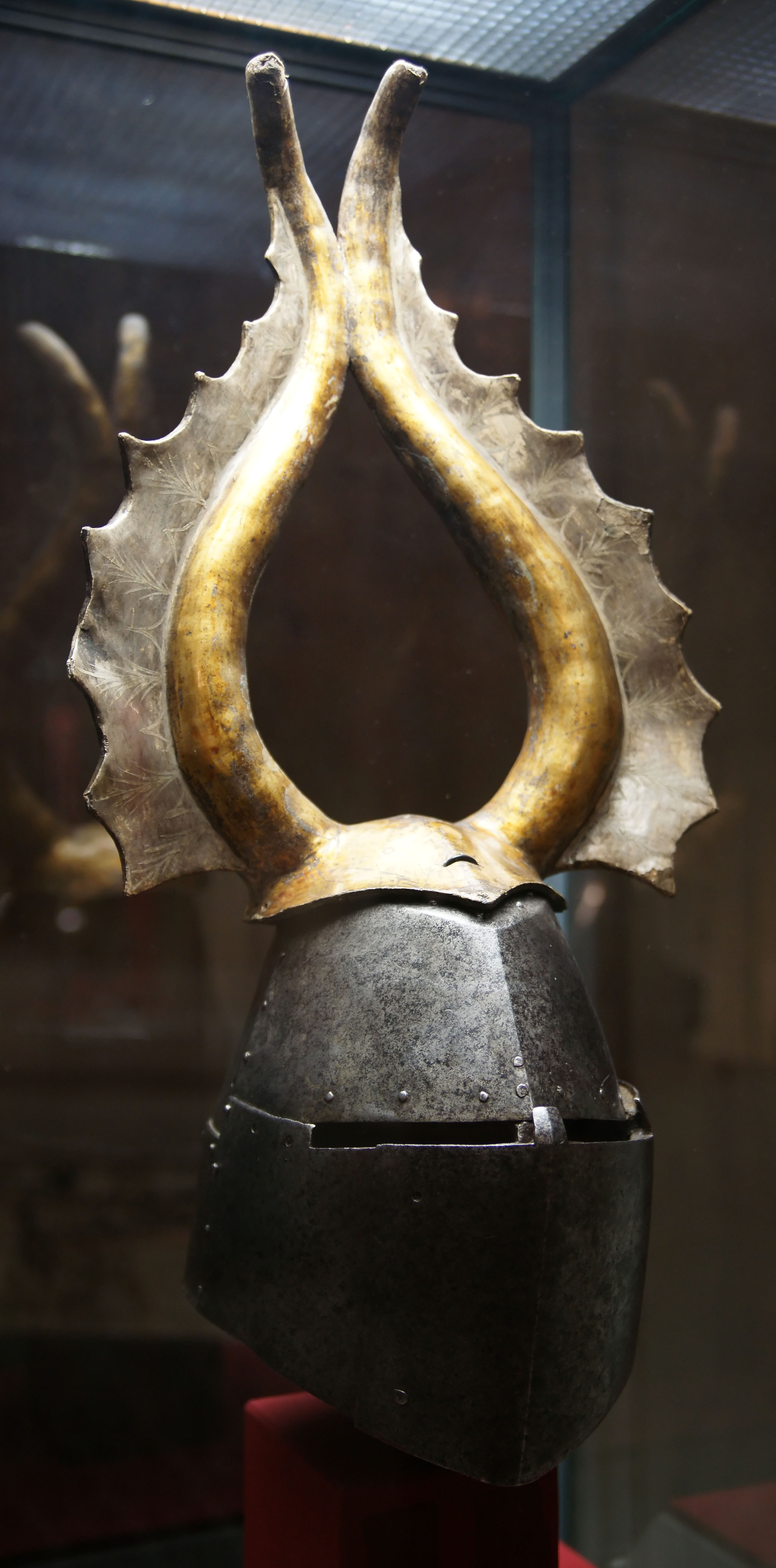
Funeralhelm der Familie von Pranckh

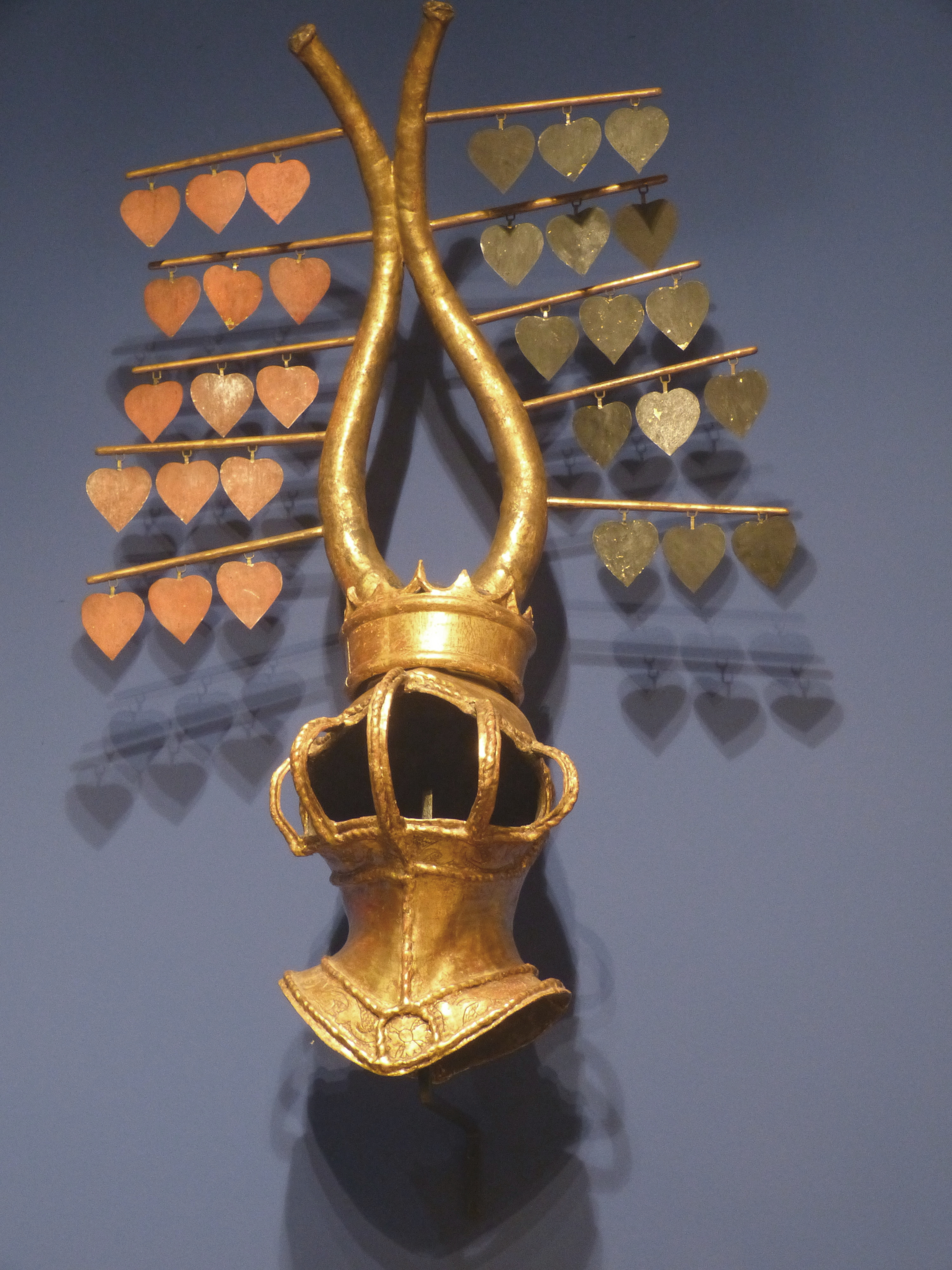
Funeralhelm des Herzogtums Kärnten, dem Stefansdom gestiftet anlässlich der Beisetzung von Kaiser Friedrich III. (1493)

Ein Funeralhelm oder auch Totenhelm genannt ist ein Helm, der als Grabbeigabe und Symbol der Macht des Verstorbenen in das Grab oder der Gruft eines hochgestellten Kriegers oder adeligen Ritters gelegt wurde, beziehungsweise über dessen Grab hing. Der Name Funeralhelm leitet sich vom lateinischen Wort funus ab, das „Bestattung“ bedeutet.

## Beschreibung
Zu den bekanntesten mittelalterlichen Funeralhelme gehören die Topf- beziehungsweise Kübelhelme mit Helmzier (Wappenhelme) des schwarzen Prinzen aus der zweiten Hälfte des 14. Jahrhunderts in der Kathedrale von Canterbury in England und der der Familie von Pranckh (der vermutlich Albert von Pranckh gehörte) aus dem 14. Jahrhundert (um 1350) im kunsthistorischen Museums in Wien, Österreich. Mittelalterliche Funeralhelme wurden zusammen mit Totenschilden über einem Rittergrab angebracht. Totenhelm und Totenschild zusammen bezeichnet man als Funeralwaffen. Den verstorbenen Adeligen brachte man seine Funeralwaffen in die heimatliche Kapelle, Kirche oder Kathedrale, um sie dort über dem Grab aufzuhängen, oder um sie auf den Sarg zu legen. Wenn ein König oder Kaiser starb, fügte man dem Funeralhelm eine Grabkrone hinzu (Kronhelm). Kaiser Karl V. zum Beispiel hatte einen solchen Kronhelm (ein Kolbenturnierhelm mit aufgesetzter Grabkrone) bei seiner Beisetzung. Bei Monarchen wurden Funeralhelme häufig von Gesandten der Länder, über die der Verstorbene geherrscht hatte, zu den Begräbnisfeierlichkeiten gebracht und verblieben dort in der Domkirche.
Oft sind Funeralhelme an ihrer Machart zu erkennen. Sie sind oft aus dünnem Material gefertigt und mit unbeweglichen Visieren oder Verbindungsteilen ausgestattet. Diese Helme wären zum Kampf völlig untauglich. Jedoch sind auch Helme verwendet worden, die als Kampf- oder Turnierhelme gefertigt wurden, wie der Helm der Familie von Pranckh (siehe Foto oben rechts). Als Besonderheit kann der Topfhelm der Familie Rieter von Kornburg aus der Mitte des 14. Jahrhunderts gelten, welcher heute im Germanischen Nationalmuseum ausgestellt wird. Der Helm wurde 1924 auf dem Totenschild des Hans Rieter von Kornburg († 1626) in der Allerheiligenkirche Kleinschwarzenlohe entdeckt. Es handelt sich um einen Topfhelm zum militärischen Gebrauch, welcher wohl 1626 übermalt, mit einer (heute fehlenden) Krone versehen und als Funeralhelm dem Totenschild hinzugefügt wurde.

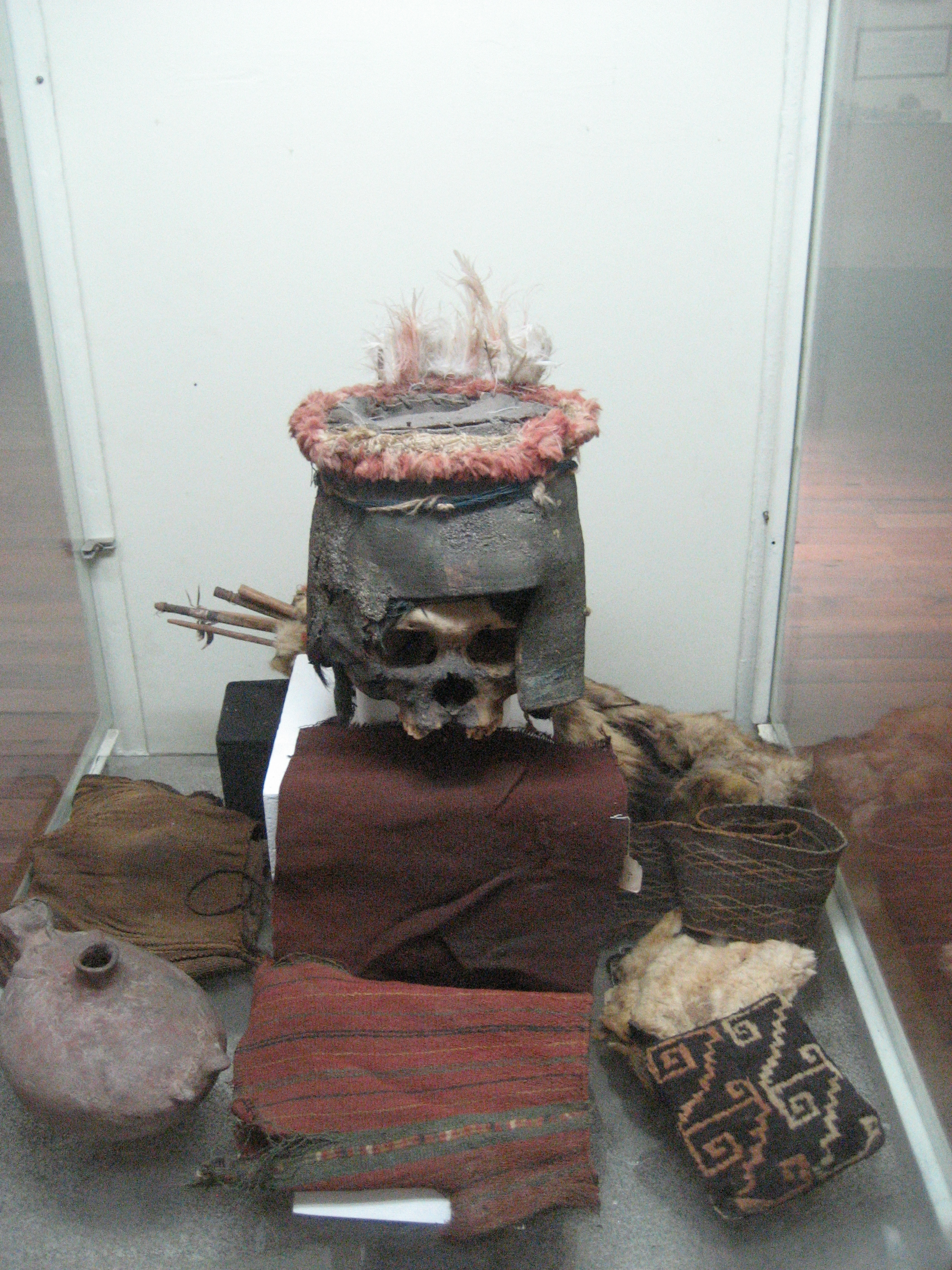
Menschlicher Schädel mit Funeralhelm und Grabbeigaben der Chinchorro-Kultur, ca. 500–1000 n. Chr. (Anker Nielsen Museum in Chile)
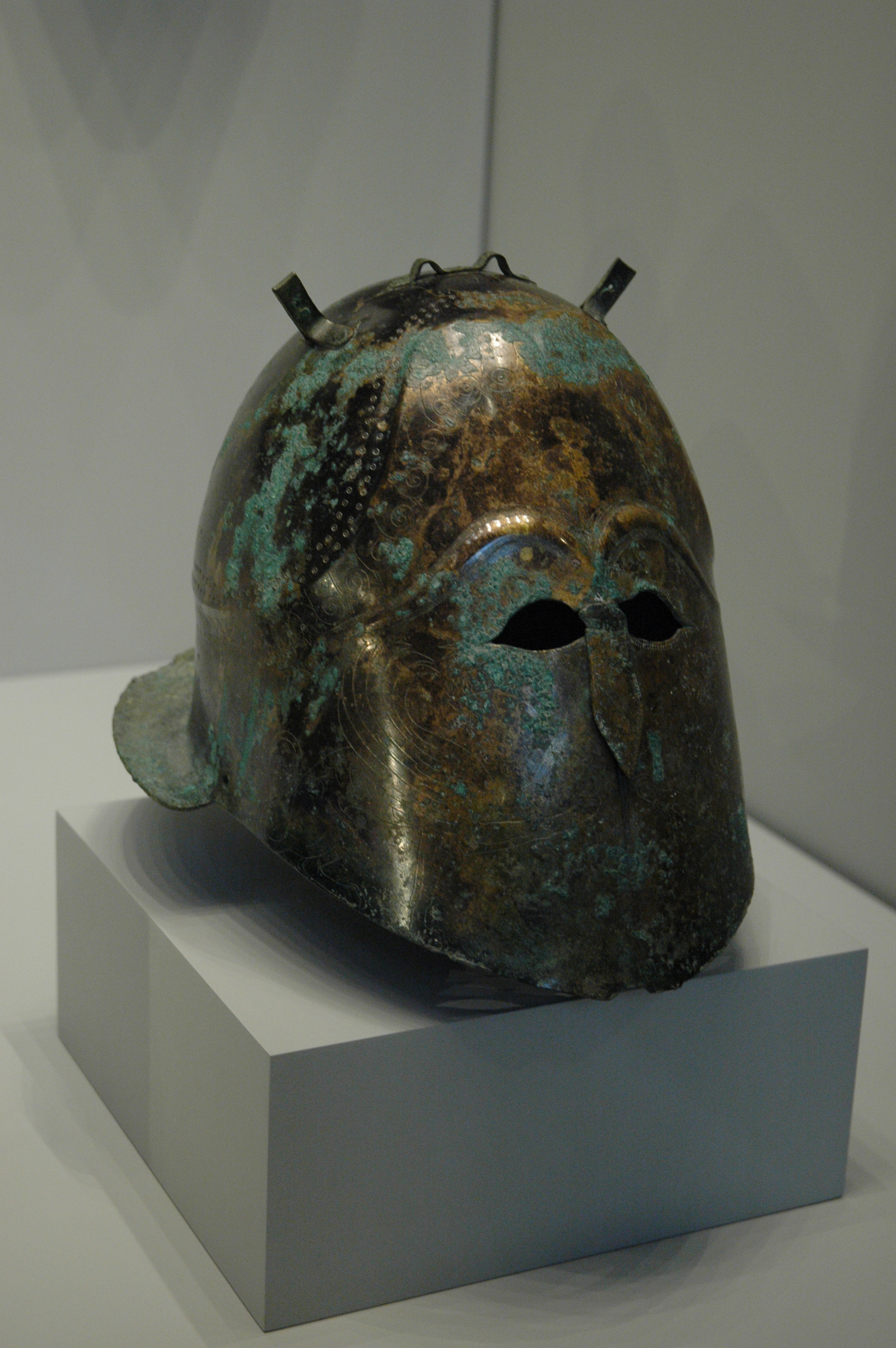
Bronzener Funeralhelm eines Kriegers aus Süditalien mit eingravierten Totensymbolen wie Sphinxen, Satyren und Gruften, 400–375 v. Chr.
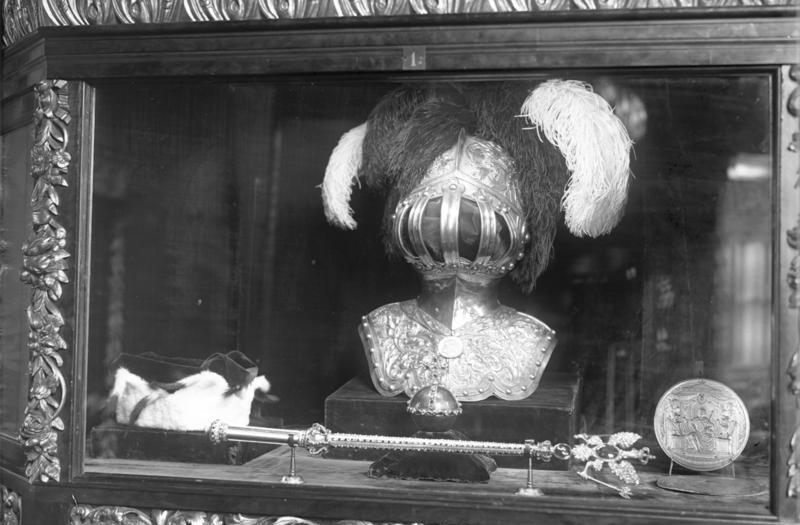
preußischen Kroninsignien, zu sehen ist der vergoldete Totenhelm, welcher beim Tode eines Monarchen auf dem Sarg getragen wurde (Februar 1932, Hohenzollernmuseum in Berlin)
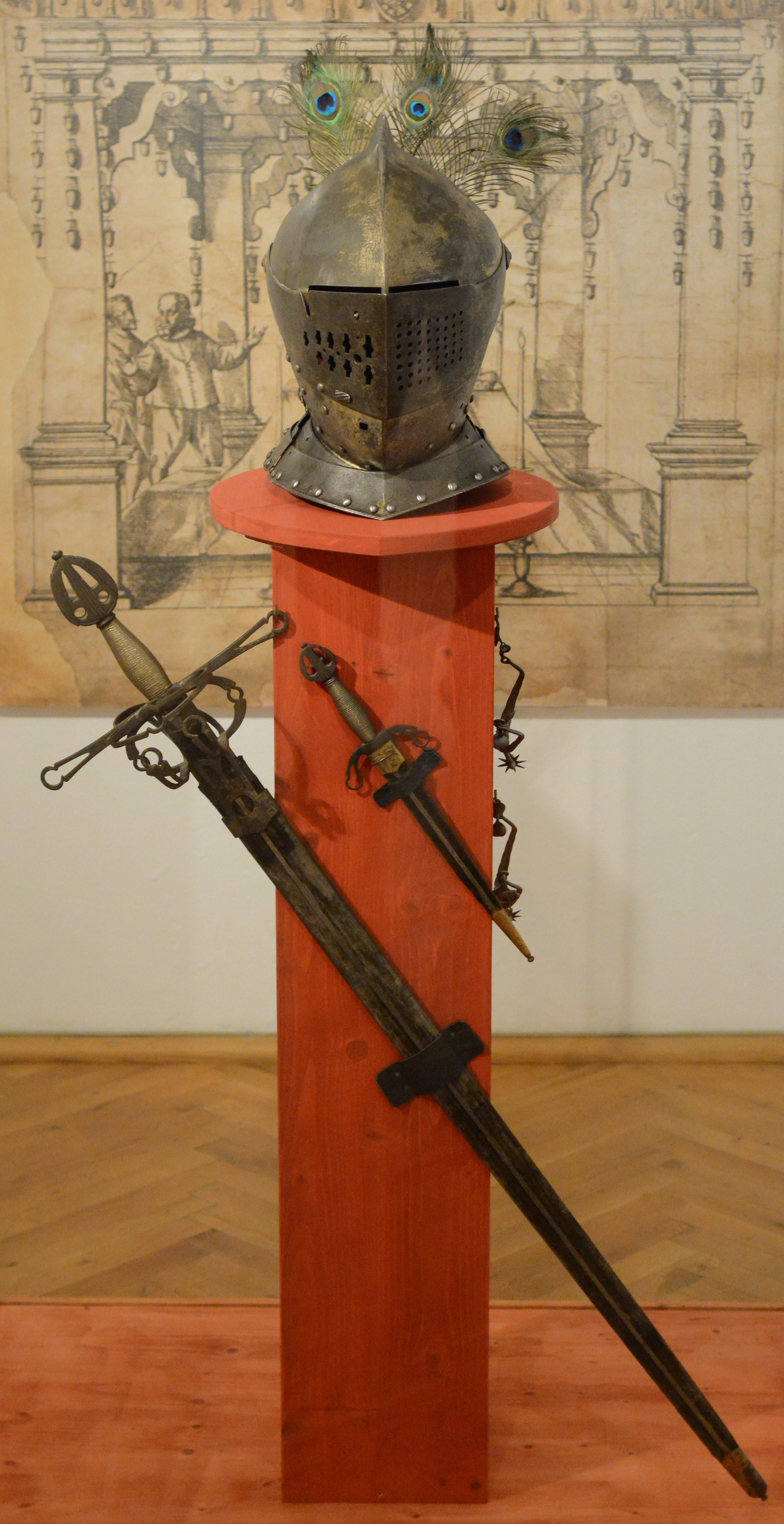
Die Funeralwaffen Erzherzog Karls II. von Innerösterreich mit Funeralhelm befinden sich normalerweise an der längsseitigen Außenwand des Habsburger Mausoleums der Basilika Seckau, sind aber derzeit Teil der Dauerausstellung Die Welt der Mönche in der Benediktinerabtei Seckau, Steiermark.
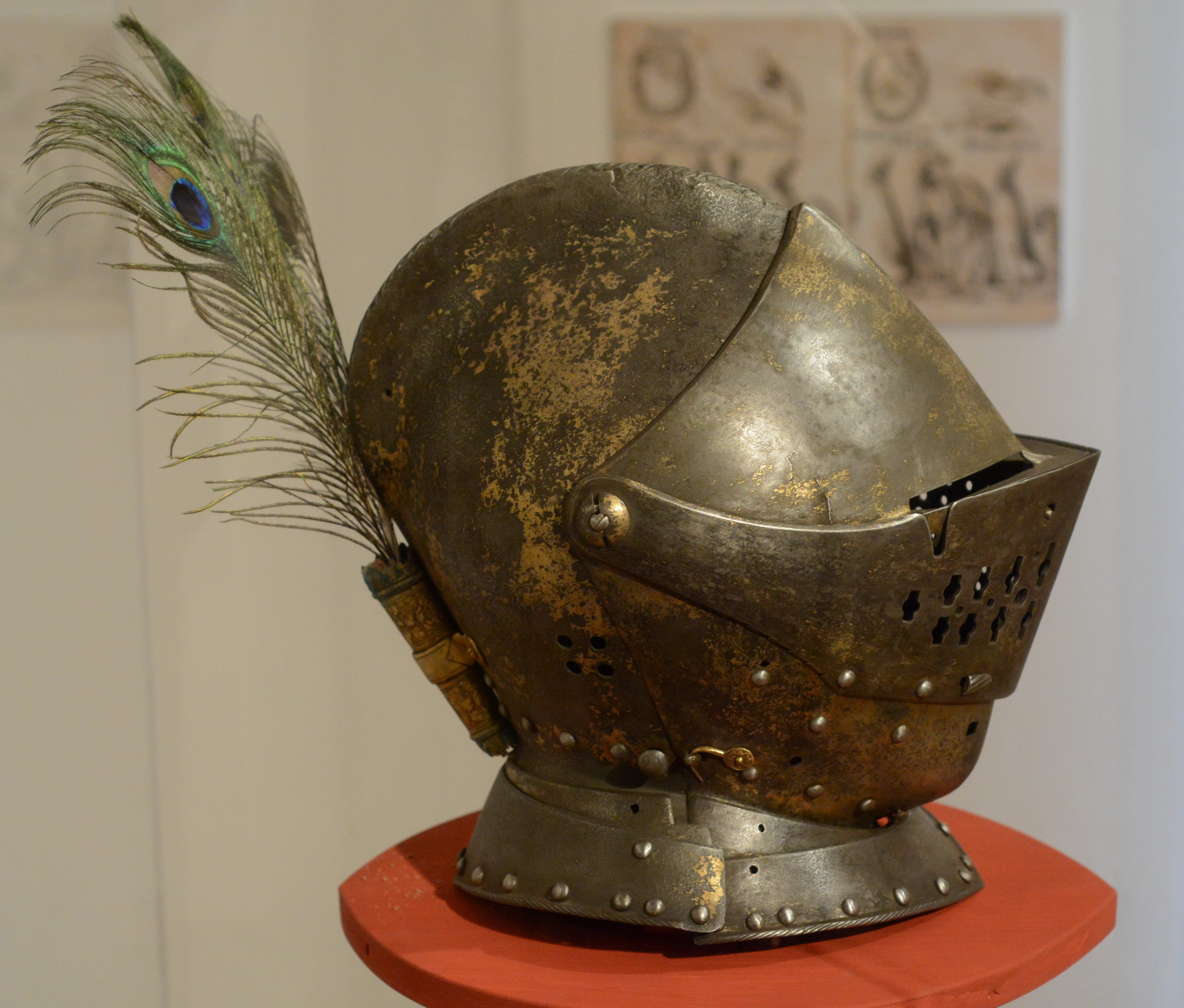
Funeral-Mantelhelm Erzherzog Karls II. von Innerösterreich (1540–1590)